# Dionysosviva
Dionysosviva (Dionysia aretioides) är en viveväxtart som först beskrevs av Johann Georg Christian Lehmann, och fick sitt nu gällande namn av Pierre Edmond Boissier. Dionysosviva ingår i dionysosvivesläktet (Dionysia) och familjen viveväxter. Inga underarter finns listade i Catalogue of Life.

## Bilder

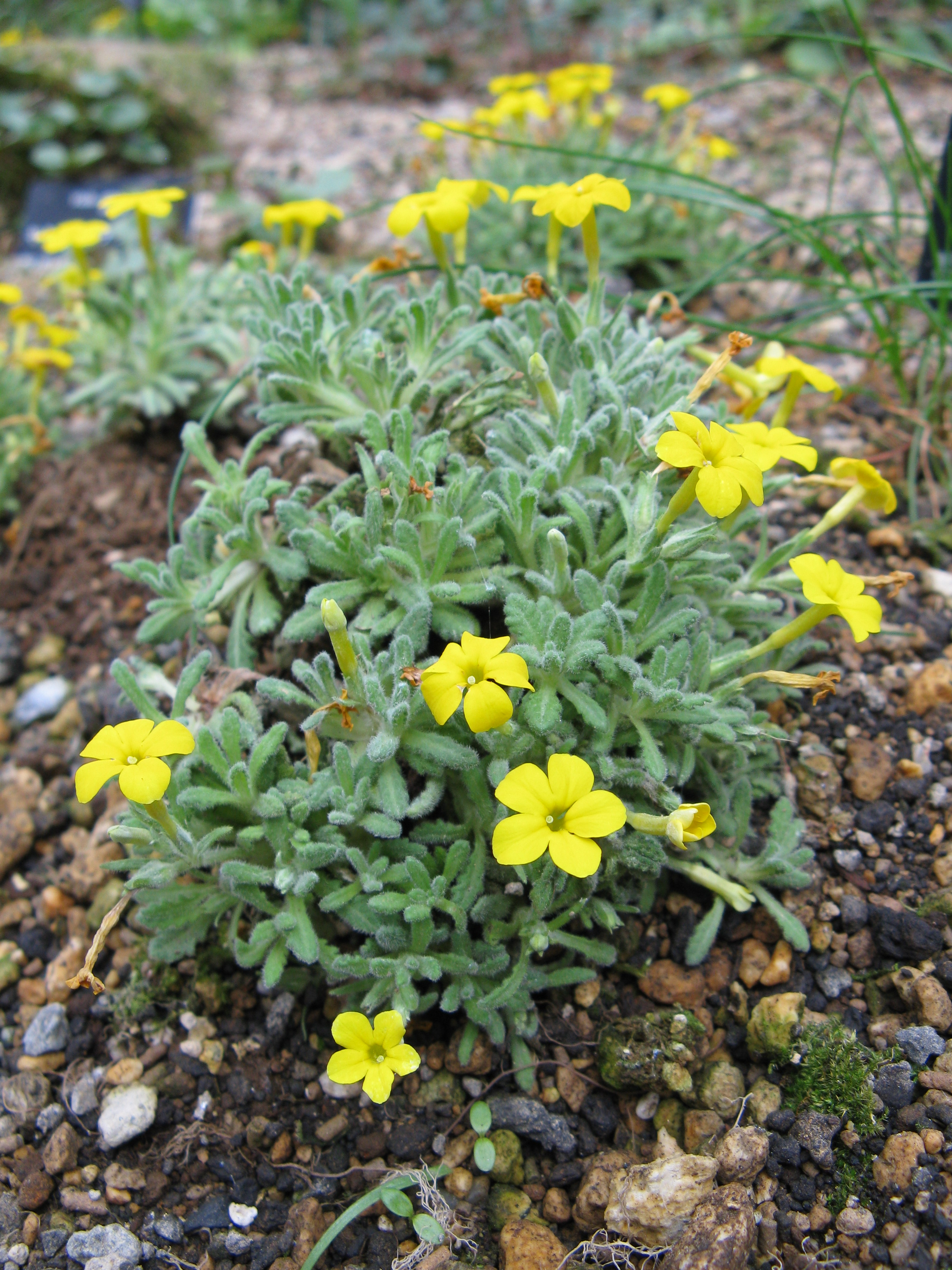
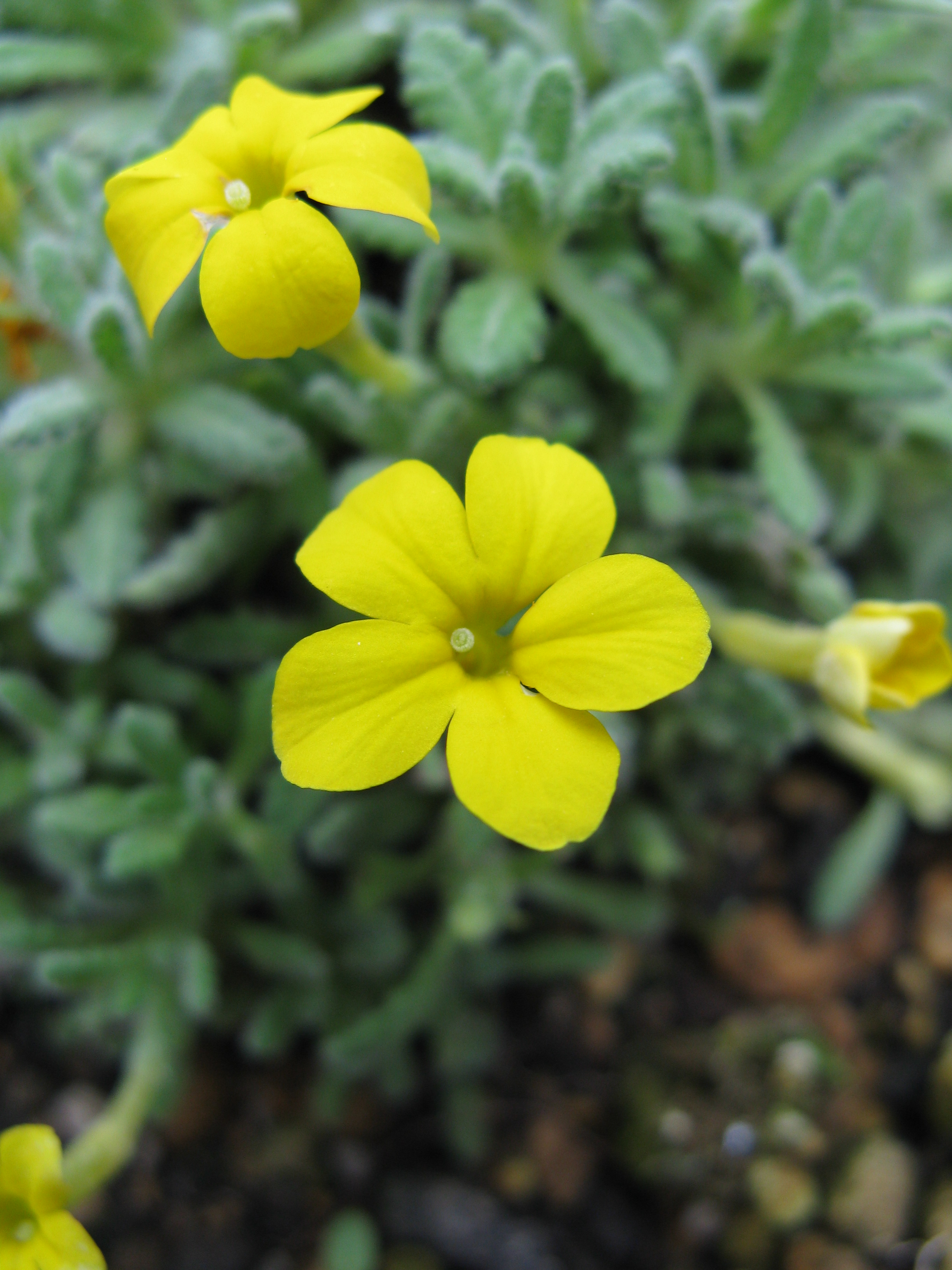
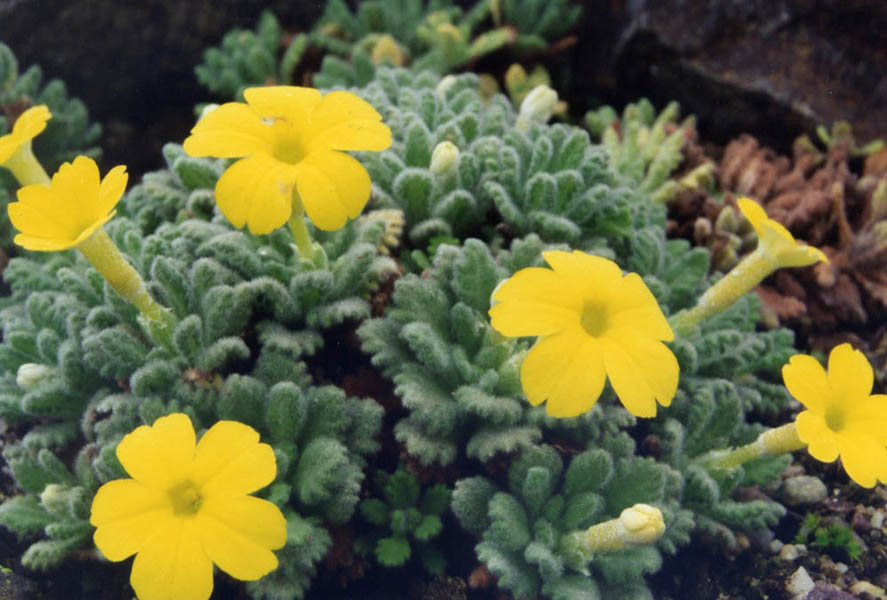
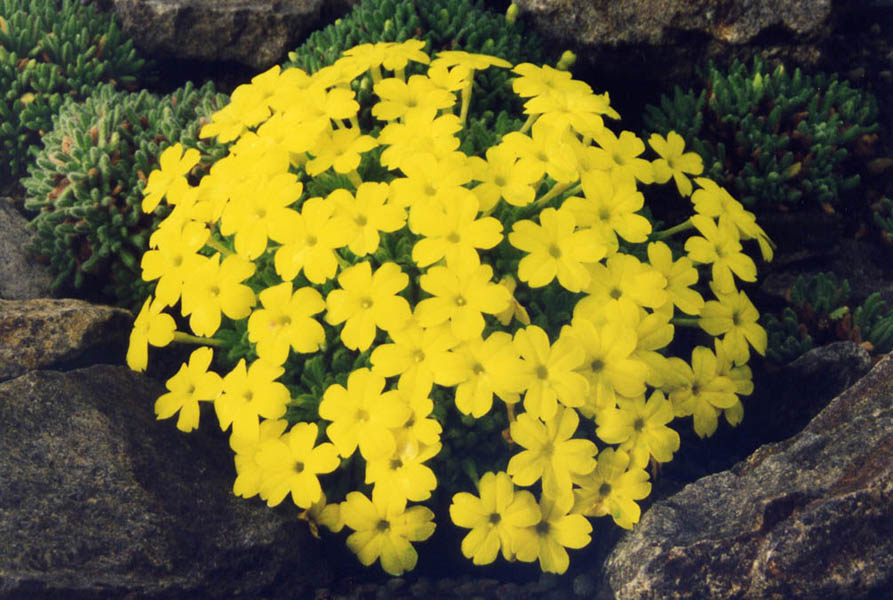
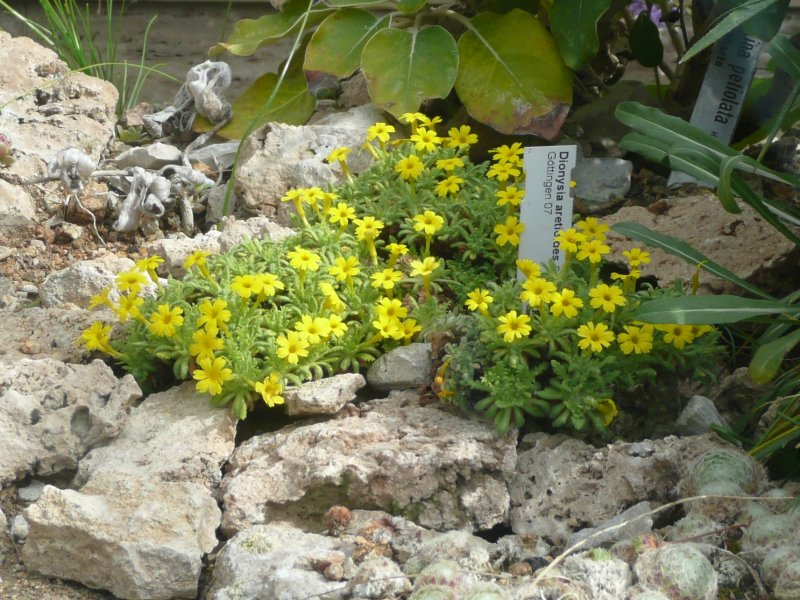
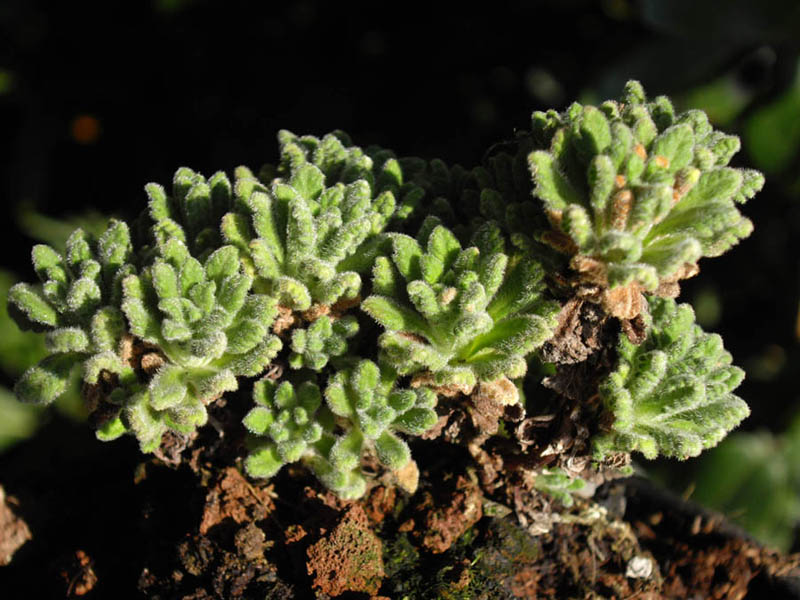
'Bevere'
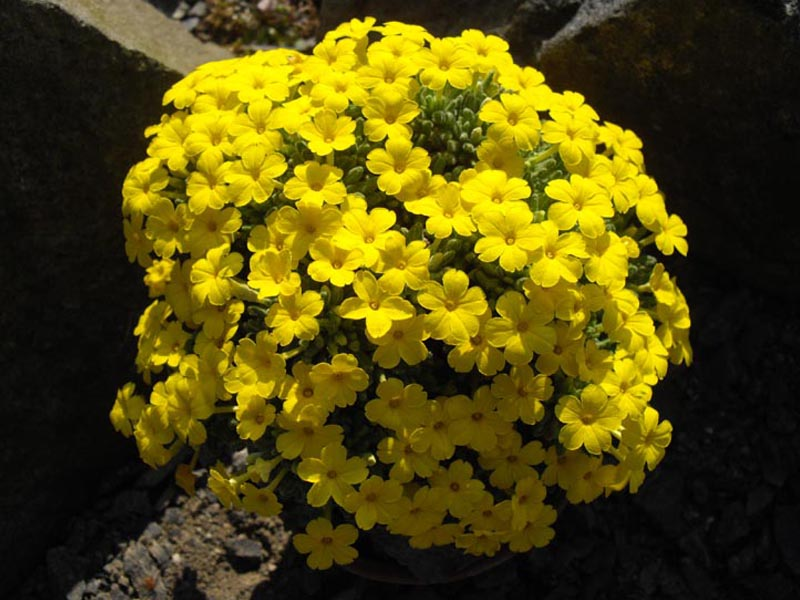
'Bevere'